# Omar Patún
Omar Patún o Patón fue un mudéjar de Ávila (España) que realizó un hajj o peregrinación a La Meca que le ocupó cuatro años de viajes entre 1491 y 1495. De ella escribió una rihla o relación de viaje en castellano aljamiado de la que por fortuna se ha conservado una copia manuscrita.

## Biografía
Poco sabemos sobre el autor, salvo lo que cuenta en su relato. Pero hay constancia de que su familia paterna ya se hallaba en Ávila a comienzos del siglo XV y Omar era conocido en la comunidad mudéjar, incluso por el mancebo de Arévalo, que leyó su rihla. Debió vivir a caballo entre los siglos XV y XVI, pero el último documento donde aparece es del año 1500.

## Manuscrito
La copia, bastante deteriorada, apareció con otros manuscritos al derribarse una falsa pared en Calanda (Teruel), una población aragonesa casi completamente habitada por mudéjares entonces; en total se recuperaron nueve obras emparedadas que en conjunto podrían ser propiedad de un alfaquí de Calanda para auxiliar su trabajo. El manuscrito de la peregrinación, en primera persona y falto de los folios finales, se encuentra en la Biblioteca de Las Cortes de Aragón. Demuestra la existencia de una elaborada infraestructura organizada para emprender el hajj desde España en Barcelona, Valencia y Palma de Mallorca.

## El viaje
Omar viajó todo su periplo acompañado de Muḥámmad Corral, con el que salió de Ávila y al que nombra como su compañero; otros compañeros de viaje se le agregaron después. Primero fue a Zaragoza, bajó por el río Ebro hasta Tortosa y ahí tomaron un barco italiano hasta Túnez, donde subieron a una carraca con otros musulmanes que venían de Granada. De Modon (Grecia) van a la aldea de Chesme, en Turquía; huyendo de la peste llegan a Estambul y luego a Alepo, en Siria. Visitan además Damasco, cuya gran mezquita y monumentos los dejan admirados, y como se les agota el dinero tienen que ahorrar para proseguir el viaje, que se alargará a cuatro años. Bajan por el río Jordán a Rambla, y llegan a Jerusalén, donde no solo visitan los monumentos musulmanes, sino los cristianos, y El Cairo, donde pasan siete meses, se ponen enfermos y conocen a un fraile de Arévalo que les da cartas para que no tengan problemas a su vuelta; van luego a La Meca; describe Omar cuidadosamente los monumentos, costumbres y ritos. Parten luego desde el Sinaí al puerto de Yeda, cruzan el mar Rojo y vuelven por el delta del Nilo y El Cairo hasta Alejandría, cuyo gran faro todavía existía y los admira; se encuentran con otros castellanos y aragoneses cristianos o musulmanes; de ahí van a la isla de Rodas, y tras atravesar otras islas del mar Egeo en un barco de comercio de especias, parten hacia Malta, en cuya derrota fueron perseguidos por corsarios franceses; ahí se interrumpe el manuscrito.